# Björn Lyrvall

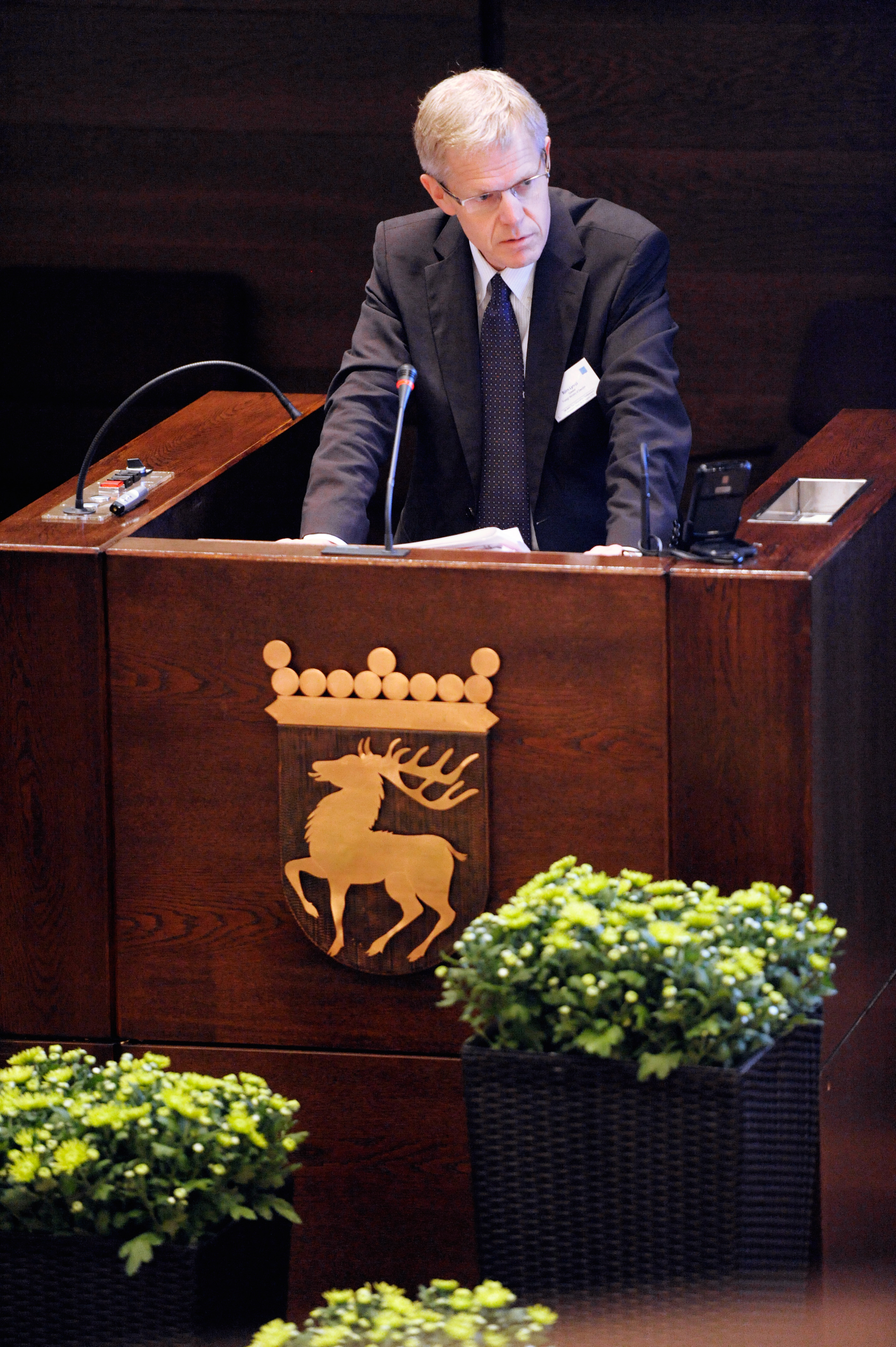
Björn Lyrvall im Jahr 2010

Björn Lyrvall (* 1960 in Hofors, Schweden) ist ein schwedischer Diplomat und Botschafter seines Landes in den Vereinigten Staaten.

## Werdegang
Lyrvall studierte an der Universität Stockholm unter anderem Politikwissenschaft. Von 1995 bis 1997 war er zunächst Sonderberater des schwedischen Außenministers Carl Bildt, der seinerzeit die Rolle des EU-Verhandlungsführers innehatte und Hoher Repräsentant für Bosnien und Herzegowina war, sowie der Sondergesandte der Vereinten Nationen auf dem Balkan im Jahr 1999.
Weitere diplomatische Aufgaben Schwedens nahm Lyrvall in Leningrad, Moskau und London wahr.
Lyrvall war von 2002 bis 2007 in der ständigen Vertretung Schwedens in der Europäischen Union, zunächst als Delegierter für die Erweiterungsverhandlungen und ab 2003 als Vertreter Schwedens im Politischen und Sicherheitspolitischen Komitee. 2007 übernahm Lyrvall den Posten des Generaldirektors für politische Angelegenheiten im schwedischen Außenministerium in Stockholm.
Zwischen  2013 und 2017 war Lyrvall der Botschafter Schwedens in den Vereinigten Staaten. Danach übernahm er die Funktion des schwedischen Botschafters für arktische Angelegenheiten.
Björn Lyrvall ist verheiratet und hat drei Kinder.